# Вулф, Том (губернатор)
Томас Вестерман «Том» Вулф (англ. Thomas Westerman "Tom" Wolf, 17 ноября 1948, Йорк, Пенсильвания) — американский политик и бизнесмен, губернатор Пенсильвании с 20 января 2015 по 17 января 2023 года. Будучи демократом, он победил действующего губернатора-республиканца, Тома Корбетта на выборах 2014 года. В прошлом Вулф занимал пост главы налогового департамента Пенсильвании с апреля 2007 до ноября 2008 года и также был одним из руководителей семейного бизнеса. Член Американского философского общества (2024).

## Молодость и образование
Вулф родился 17 ноября 1948 года, в Йорке, Пенсильвания, в семье бизнесмена Билла Вулфа и его жены, Корнелии Роулман. Он вырос в Маунт Вольфе, Пенсильвания, городе, названном в честь его предка. В детстве он был методистом, но сейчас является прихожанином епископальной церкви.
Вулф окончил престижную школу-пансионат «The Hill» в Поттстауне, Пенсильвания, в 1967 году. Он поступил в Дартмутский колледж и выпустился оттуда со степенью бакалавра государственного управления, получил степень магистра (M.Phil.) в Лондонском университете и доктора политологии в Массачусетском технологическом институте. Во время учёбы в Дартмуте он присоединился к корпусу мира и провёл 2 года в Индии.
Вулф встретил свою жену Франсес в школе, и они поженились в 1975 году. У них есть две дочери.

## Бизнес и ранняя политическая карьера
После выпуска Вулф начал работать водителем погрузчика в «Wolf Organization Inc.», компании строительных материалов, принадлежащей его семье и расположенной в Йорке. В 1985 году он вместе с двумя партнёрами выкупил компанию. Во время администрации губернатора Роберта Кейси Вулф служил в совете экономического развития и в Пенсильванской законодательной комиссии по делам городских школ.

После продажи Wolf Organization частной акционерной фирме Вулф был номинирован на пост главы налогового департамента Пенсильвании губернатором Эдом Ренделлом в январе 2007 года. Он служил на этом посту с момента его утверждения сенатом вплоть до его отставки в ноябре 2008 года. Он планировал баллотироваться в губернаторы на выборах 2010 года, но ему пришлось выкупить Wolf Organization, которой угрожало банкротство. Вулф продолжил быть генеральным директором компании до своего избрания губернатором. Он был председателем совета директоров и генеральным директором, до ухода с поста ген.директора в декабре 2013 года, чтобы сосредоточиться на губернаторской кампании и из совета директоров в целом, после его избрания губернатором.

## Губернатор Пенсильвании

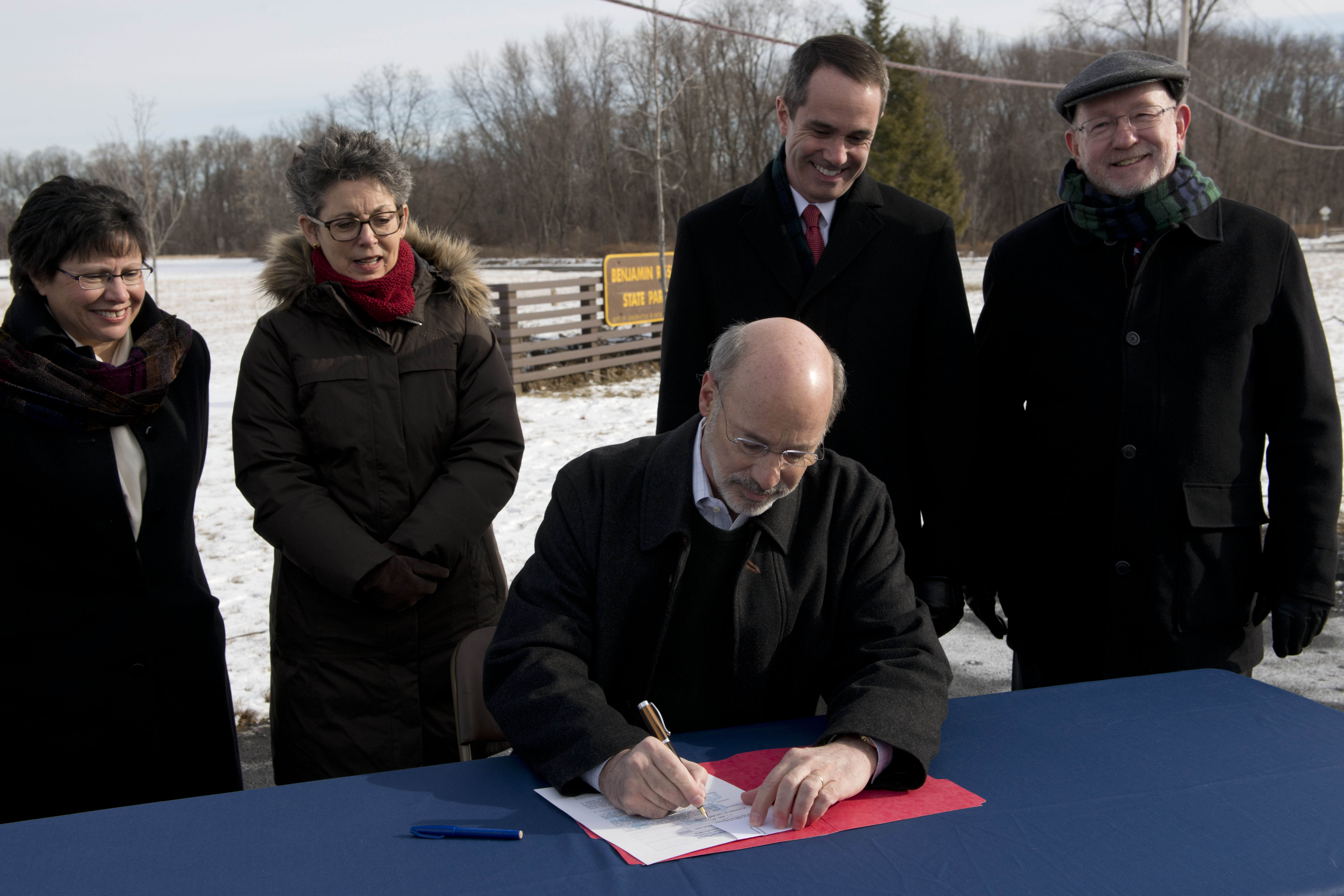
Губернатор Вулф подписывает исполнительный указ

Том Вулф официально занял пост 47-го губернатора Пенсильвании 20 января 2015 года во время инаугурационной церемонии перед капитолием штата Пенсильвания в Гаррисберге. После занятия должности он решил не переезжать в официальную резиденцию, но заявил, что она будет использована в церемониальных и рабочих целях. После шести месяцев в должности, в июле 2015 года, сайт OnTheIssues назвал Вулфа одним из самых либеральных губернаторов США. Он наложил мораторий на смертную казнь, восстановил запрет на гидроразрывы и в 2015 году наложил вето на бюджет, принятый республиканской генеральной ассамблеей Пенсильвании.
В 2018 году Вулф переизбрался на второй срок, набрав 57 % голосов избирателей. Вулф стал первым губернатором Пенсильвании, дважды победившим на выборах и оба раза проигравшим в своём родном округе.